# گوش‌دارفک‌واران
گوش‌دارفک‌واران (به لاتین: Otarioidea) یک بالاخانواده از پاروپایان است که شامل خانواده‌های گرازهای دریایی، فک‌ها و فک‌های گوش‌دار می‌شود. در گذشته زمانی که پاروپایان به عنوان گروهی از پستانداران دریایی در نظر گرفته می‌شدند، چند نکته از ریخت‌شناسی جمجمه و دندان نشان می‌داد که فک‌های گوش‌دار از ردیفی از خرس‌ها سرچشمه می‌گیرند. یک خانواده منقرض‌شده، Enaliarctidae، فرض بر این بود که فک‌های گوش‌دار هستند که یک کلاد انتقالی بین Hemicyoninae (یک زیرخانواده منقرض‌شده از خرس‌های سگ‌مانند) و خانوادهٔ فک‌های گوش‌دار بودند. با این حال، مطالعات جامع اخیر، از دهه ۱۹۹۰ نشان می‌دهد که پاروپایان یک کلاد تک‌تباری از خرس‌واران آبی هستند. چند مرجع وجود دارند که دزماتوفوسیدها و ادوبنیدها را به‌عنوان گونه‌های خواهری فکان بی‌گوش در کلاد بی‌گوش‌فک‌ریختان بر اساس چند ویژگی فیزیولوژیکی جزئی قرار می‌دهند.